# フランツ・ライゼンシュタイン
フランツ・ライゼンシュタイン（Franz Theodor Reizenstein、1911年6月7日 – 1968年10月15日）は、ドイツ生まれのイギリスの作曲家、ピアニスト。

## 概要
ニュルンベルクのユダヤ人の家庭に生まれる。幼いころから音楽の才能を示し、17歳で弦楽四重奏曲を作曲した。1930年にベルリン音楽大学（現在のベルリン芸術大学）に入学し、パウル・ヒンデミットに作曲を、レオニード・クロイツァーにピアノを学んだ。1934年にナチス政権の迫害を逃れて、イギリスに亡命した。イギリスでは王立音楽大学でレイフ・ヴォーン・ウィリアムズに作曲を師事し、さらに1938年から1940年の間にソロモンにピアノを師事した。
戦後はピアニストとしてヨーロッパで演奏活動を行う一方、王立音楽アカデミーと王立マンチェスター音楽大学（現在の王立北方音楽大学）でピアノの教授を務めた。また1966年からボストン大学で作曲の客員教授に迎えられた。

## 作品
作品には弦楽のための協奏曲、2つのピアノ協奏曲、ヴァイオリン協奏曲、チェロ協奏曲、ピアノ五重奏曲などの室内楽曲、ピアノ曲、カンタータ『夜の声』、オラトリオ『ジェネシス』、オペラ『漂流航海・死闘の41日』『アンナ・クラウス』、映画音楽『ミイラの幽霊』などがある。またホフナング音楽祭のために冗談音楽も作曲した。作風は師のヒンデミットの影響を受けたもので、調性に基づくものであった。十二音技法や前衛には批判的であった。